# Mittelberg (Ritten)

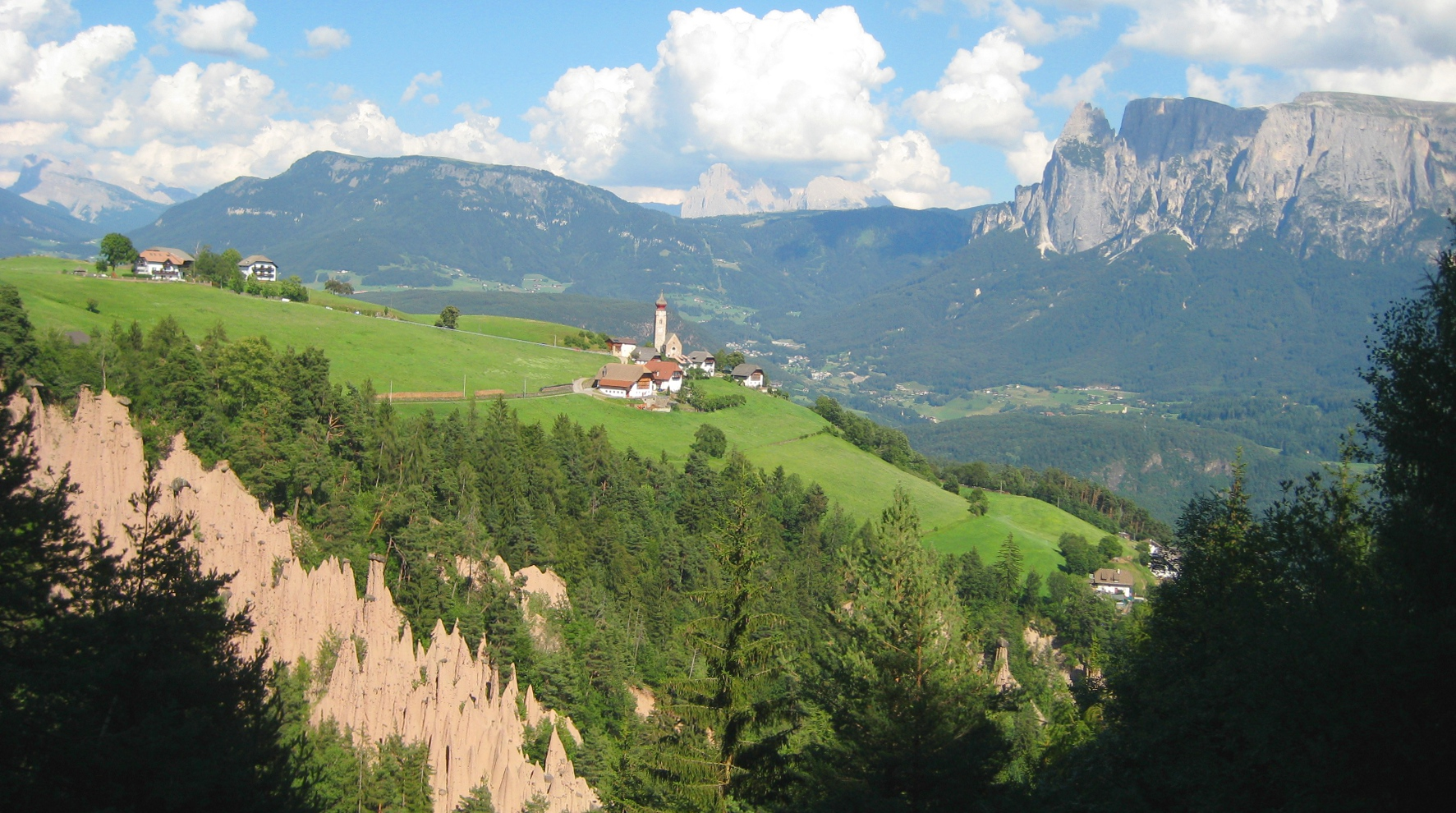
Mittelberg mit dem Schlern im Hintergrund

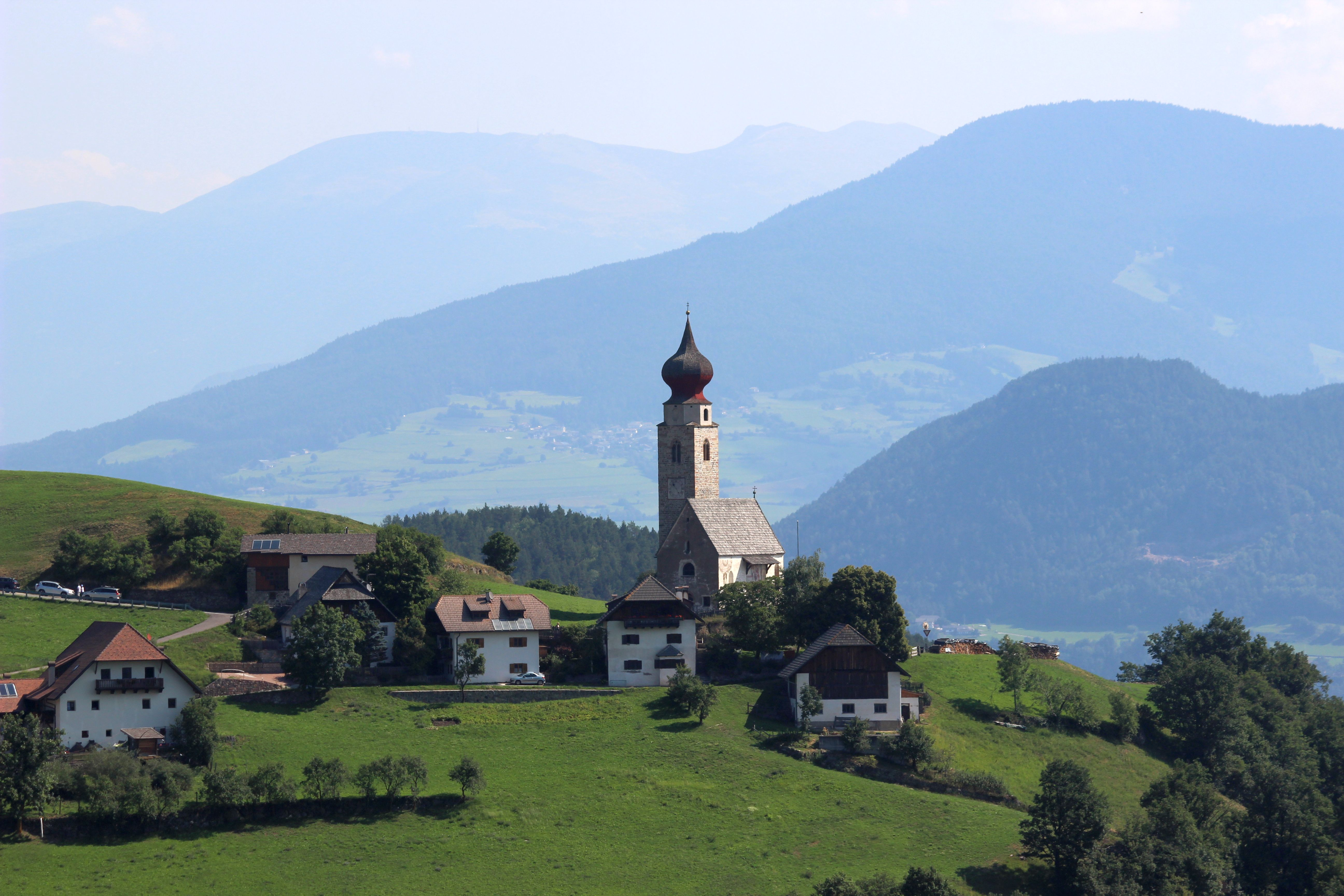
Die Nikolauskirche

Mittelberg (italienisch Monte di Mezzo) ist eine Ortschaft, die sich auf 1170 m Höhe befindet und der Südtiroler Gemeinde Ritten angehört. Eingegrenzt wird die auf dem Ritten hoch über dem unteren Eisacktal gelegene Ortschaft vom westlich gelegenen Finsterbachgraben mit seinen Erdpyramiden und dem östlich gelegenen Köblbach. Seine Lage mit den Erdpyramiden im Vordergrund und der Südtiroler Bergwelt im Hintergrund bildet eine touristisch bekannte Kulisse am Ritten.

## Geschichte
Die Örtlichkeit ist mit der Nennung eines Carlus de Mittelperch im Register des Bozner Notars Jakob Haas von 1242 ersturkundlich bezeugt.

## Sehenswertes
- Die Nikolauskirche (1131 m) mit ihrem roten Zwiebelturm ist ein hochmittelalterlicher Bau, der noch aus dem 12. Jahrhundert stammen dürfte. Im Jahr 1289 ist sie urkundlich als „ad Mitelperch … aput ecclesiam sancti Nicolai“ bezeugt.[3] Im 14. Jahrhundert dürfte sie in die heutige Form gebracht worden sein.

- Maria Saal (1185 m) ist eine Wallfahrtskirche aus dem 16. Jahrhundert und wurde 1719 vergrößert. Die Einrichtung kommt dem Stil um 1700 und später gleich. Ursprünglich soll das Gnadenbild in einem Schafstall gehangen haben und aufgrund des immer stärker werdenden Zustroms soll später eine Kirche errichtet worden sein. In der Kirche befindet sich ein Wandgemälde der Madonna mit dem Regenschirm.

- Die Erdpyramiden im Finsterbach sind eine der beliebtesten Sehenswürdigkeiten am Ritten.